# Comuna Stepanivka, Borzna
Stepanivka (în ucraineană Степанівка) este o comună în raionul Borzna, regiunea Cernihiv, Ucraina, formată din satele Berezivka, Stepanivka (reședința) și Volovîțea.

## Demografie
Componența lingvistică a comunei Stepanivka
     Ucraineană (99,53%)
     Alte limbi (0,47%)
Conform recensământului din 2001, majoritatea populației comunei Stepanivka era vorbitoare de ucraineană (99,53%), existând în minoritate și vorbitori de alte limbi.